# Mây tầng
Mây tầng, ký hiệu khoa học St (từ tiếng Latinh Stratus, nghĩa là tầng, lớp, lớp che phủ), là một kiểu mây thuộc về lớp có đặc trưng là tạo thành tầng nằm ngang với đế đồng nhất, ngược lại với mây đối lưu là các dạng mây phát triển thành dạng cao hay có chiều cao lớn hơn chiều rộng (các dạng mây đó được gọi là mây tích). Một cách cụ thể hơn, thuật ngữ mây tầng được dùng để chỉ các dạng mây dẹt, không có đặc trưng để phân biệt ở các cao độ nhỏ, với màu sắc dao động trong khoảng từ xám sẫm tới gần như trắng. Khái niệm "ngày đầy mây" thường dùng để chỉ bầu trời với mây tầng che lấp Mặt Trời. Các loại mây này về cơ bản là do sương mù trên mặt đất được hình thành hoặc là từ sự bốc lên của sương mù buổi sáng khi không khí lạnh di chuyển ở các cao độ nhỏ trên bề mặt khu vực. Các dạng mây này thường không đem lại giáng thủy lớn, mặc dù các dạng mưa lâm thâm như mưa phùn và tuyết rơi có thể xảy ra.

## Các biến thể
Các dạng mây tầng kèm theo là giáng thủy được biết đến như là mây vũ tầng (Nimbostratus hay Ns). Các dạng mây tầng ở các cao độ lớn hơn bao gồm mây trung tầng (Altostratus hay As) và mây ti tầng (Cirrostratus hay Cs). Mây ti tầng có dạng giống như dải mỏng và bao gồm các tinh thể nước đá. Mặc dù chúng có thể dày từ vài trăm tới vài nghìn mét và che kín bầu trời, nhưng do chúng là tương đối trong suốt nên người ta có thể nhìn tháy mặt trời hay Mặt Trăng và các ngôi sao xuyên qua chúng. Một đặc trưng để phát hiện mây ti tầng là mặt trời và Mặt Trăng sẽ có quầng bao quanh chúng do sự phản xạ của ánh sáng trên các tinh thể nước đá.

## Hình ảnh

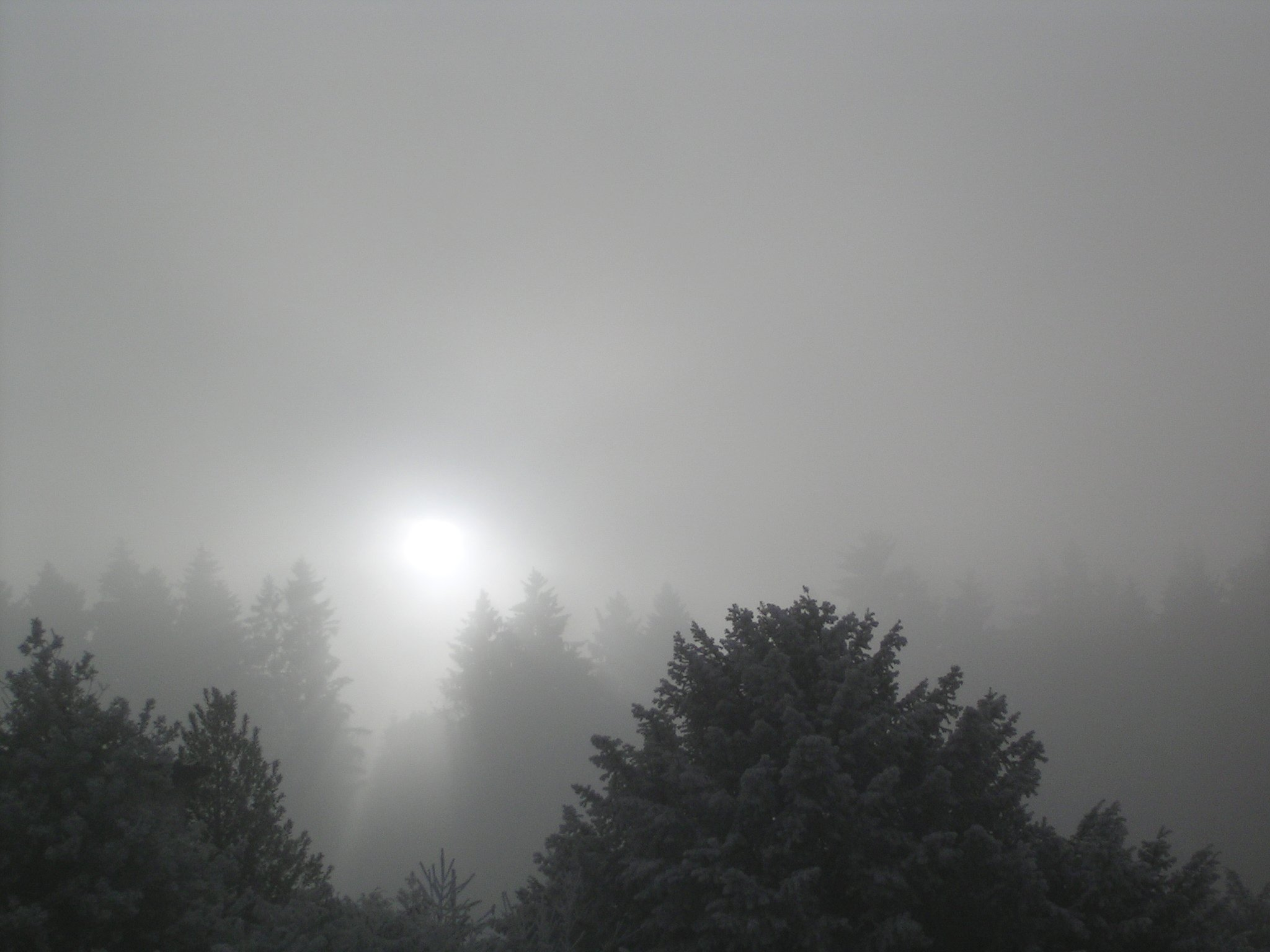
Mây tầng nhìn từ phía dưới
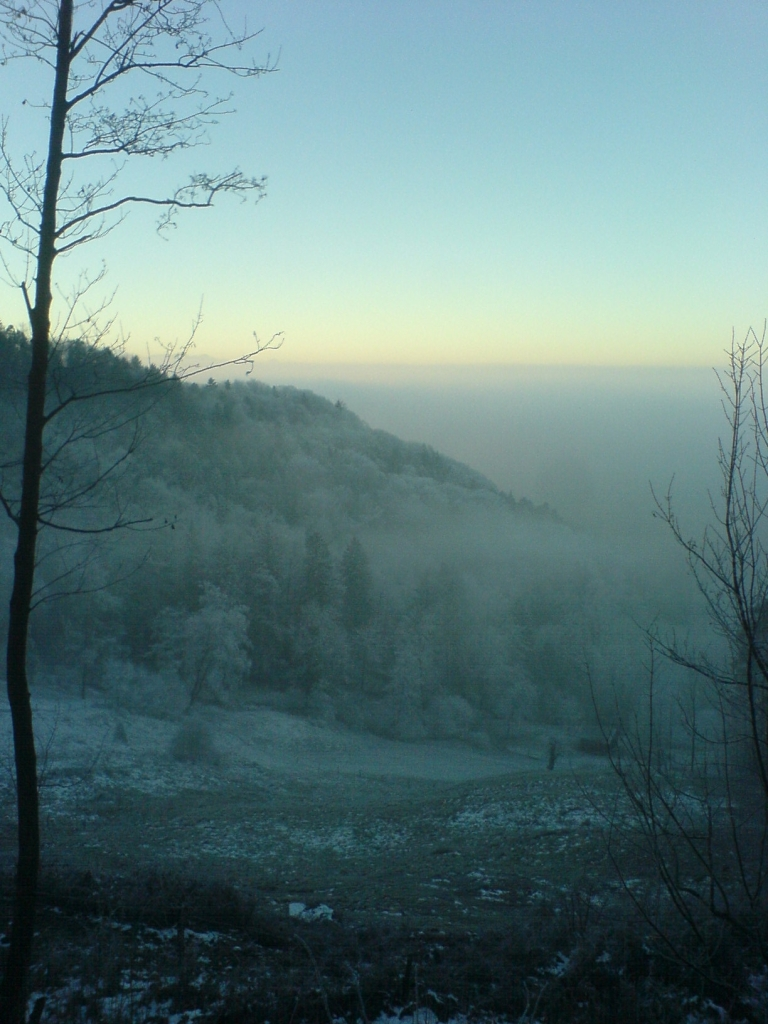
Mây tầng nhìn từ cao độ ngang với nó
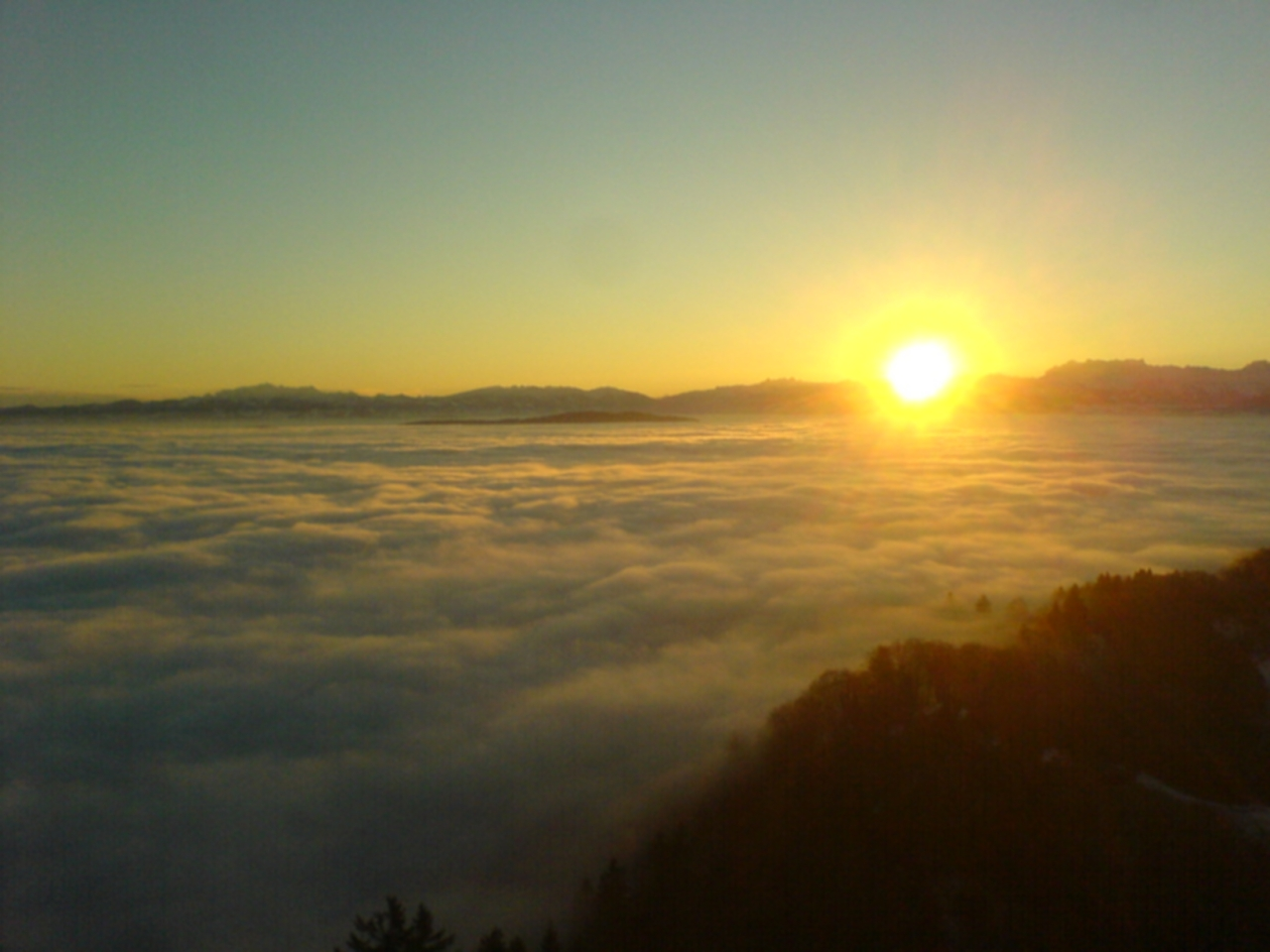
Mây tầng nhìn từ phía trên nó